# La caza (serie de televisión española)
La caza es una serie de thriller psicológico producida por DLO Magnolia para Televisión Española. La serie, que se estrenó en 2019, consta hasta la fecha de 24 episodios, divididos en tres temporadas, que narran la investigación de casos ficticios por parte de la Unidad Central Operativa de la Guardia Civil.  
La primera temporada, titulada La caza. Monteperdido, está basada en la novela Monteperdido de Agustín Martínez, quien la adaptó para televisión junto a Luis Moya. La serie fue escrita por Martínez, Moya, Antonio Mercero, Miguel Sáez Carral y Jorge Díaz, y dirigida por Álvaro Ron y Salvador García Ruiz. Está protagonizada por Megan Montaner, Francis Lorenzo y Alain Hernández. Se preestrenó el 12 de marzo de 2019 en el Cine Capitol de Madrid y se estrenó en antena el 25 de marzo. 
El 27 de mayo de 2019, la serie fue renovada para una segunda temporada, pese a tener en un principio una única temporada con final cerrado. El 20 de agosto se anunció que la segunda temporada se desarrollaría en la Sierra de Tramuntana y que contaría de nuevo con Megan Montaner y Alain Hernández como protagonistas, junto a Félix Gómez y Sara Rivero, comenzando sus grabaciones en marzo de 2020.
El 4 de octubre de 2021 se anunció la renovación por una tercera temporada contando de nuevo con Megan Montaner, Alain Hernández y Félix Gómez, y confirmando que las nuevas tramas se desarrollarían en Huelva.
El 2 de octubre de 2024 la actriz Megan Montaner anunció en sus redes sociales que la serie tendrá cuarta temporada ambientada en la Selva de Irati bajo el nombre La Caza Irati. Esta nueva temporada se emitirá en la plataforma Movistar Plus+ a partir del 4 de septiembre de 2025.

## Sinopsis

### Primera temporada
En el macizo de Monte Perdido, dos agentes de la Unidad Central Operativa (UCO) de la Guardia Civil reabren el caso de la desaparición de dos niñas en el pueblo de Monteperdido, tras la aparición de una de ellas cinco años después, con el objetivo de poder encontrar a la otra menor y resolver qué ocurrió.

### Segunda temporada
Ambientada en la sierra de Tramontana, la Guardia Civil trata de averiguar quién ha asesinado a uno de los hombres más queridos en la Sierra, al mismo tiempo que los misterios y las leyendas del pueblo dan lugar a la desaparición de la agente de la Guardia Civil que lleva el caso.

### Tercera temporada
La desaparición de una mujer en la localidad ficticia de «Frontera de Guadiana», junto al cauce del río Guadiana y ambientada en el entorno de Sanlúcar de Guadiana. Los hechos acaecidos en esta localidad llevan a los protagonistas a investigar la desaparición.

## Producción
La serie estaba planeada para tener una única temporada basada en la novela Monteperdido de Agustín Martínez. Los hechos se desarrollan en el Valle de Benasque. En un principio la serie concluiría tras el final de la temporada que coincide con el final de la novela al ser una adaptación.
En junio de 2019 tras los buenos datos cosechados y las buenas críticas TVE renovó la serie por una segunda temporada también escrita por Agustín Martínez. Dos meses después, en agosto, se anunció que la serie continuaría en la Sierra de Tramontana con una nueva historia y nuevos personajes, manteniéndose los dos protagonistas Sara Campos (Megan Montaner) y Víctor Gamero (Alain Hernández). Así, la serie modificó su denominación por la de La caza. Tramuntana.
En esta segunda temporada se incorpora (Félix Gómez) interpretando al Sargento Ernesto Selva y que, junto a Megan y Alain, volverán como el trío protagonista en una tercera temporada llamada La caza. Guadiana.

Localizaciones
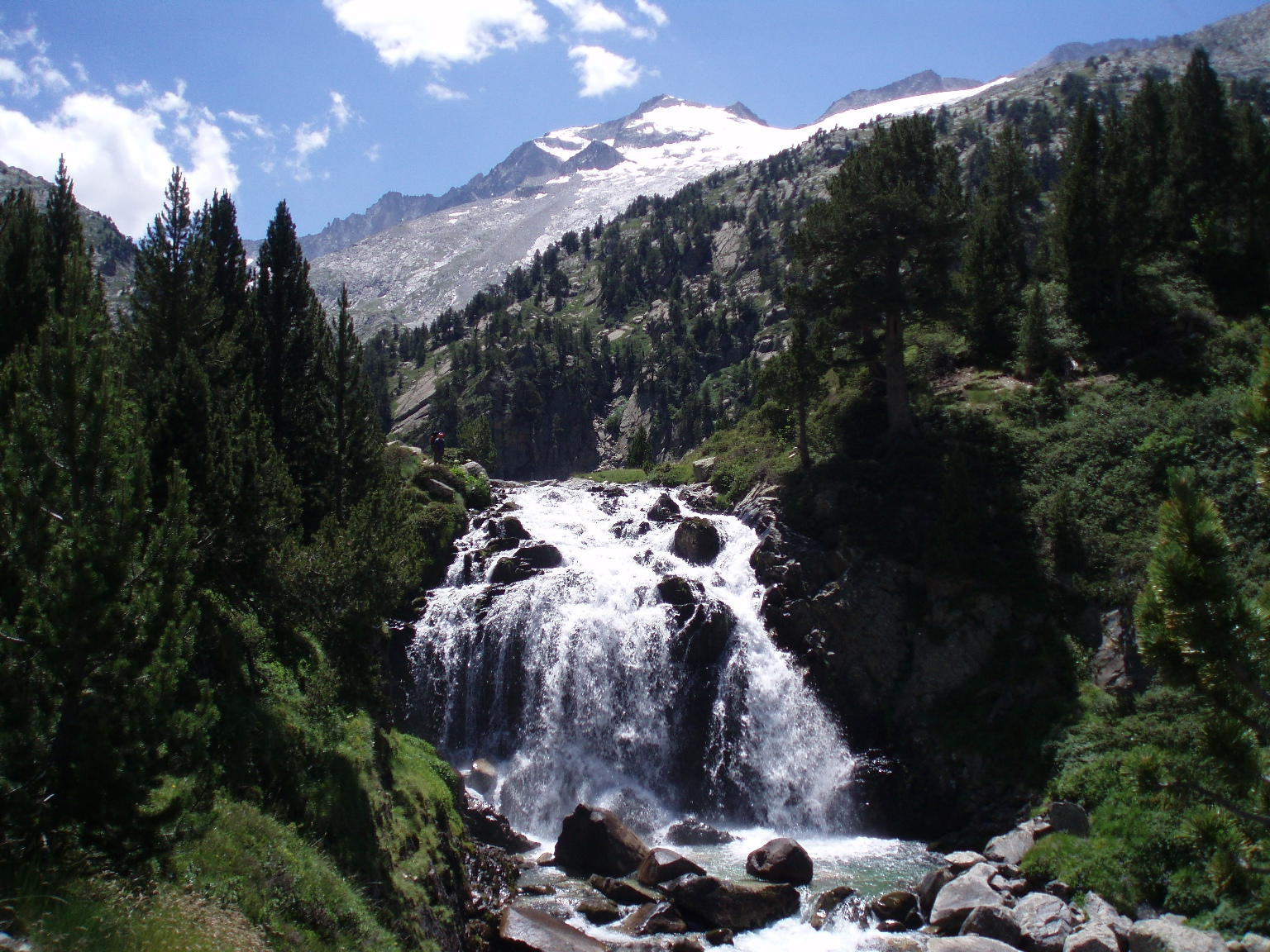
Valle de Benasque, 1.ª temporada.
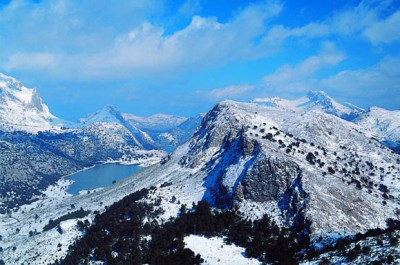
Tramuntana, 2.ª temporada.
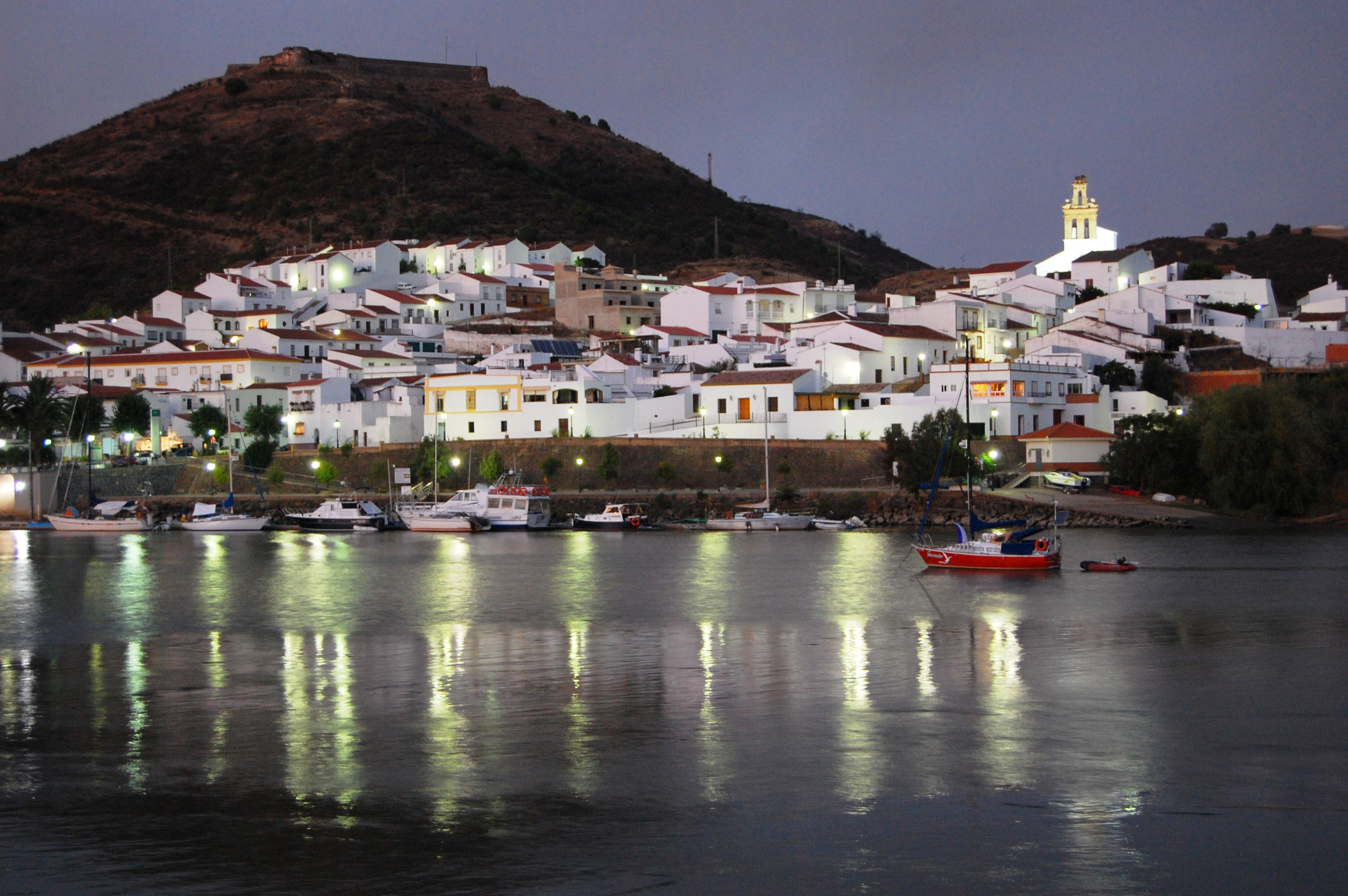
Sanlúcar de Guadiana, 3.ª temporada.

## Elenco y personajes

### Primera temporada (2019)

#### Reparto principal
- Megan Montaner como Sara Campos
- Francis Lorenzo como Santiago Baín †  (Episodio 1 - Episodio 4)
- Alain Hernández como Víctor Gamero
- Bea Segura como Raquel Mur
- Pablo Derqui como Álvaro Montrell
- Patxi Freytez como Rafael Grau
- Jorge Bosch como Joaquín Castán
- Mar Sodupe como Montse Grau
- David Solans como Quim Castán Grau
- Carla Díaz como Ana Montrell Mur †  (Episodio 1 - Episodio 7)

Con la colaboración especial de
- Beatriz Carvajal como Caridad
- Jordi Sánchez como Nicolás Souto

#### Reparto secundario
- Juan Díaz como Gaizka Elordi
- Alberto Berzal como Román Gamero
- Alfonso Torregrosa como Padre Bertrand
- Chechu Salgado como Ismael Casella
- Pako Revueltas como Marcial Nerín
- Aria Bedmar como Elisa Nerín
- Daniela Rubio como Ana Montrell Mur (niña)
- Irene Jiménez como Lucía Castán Grau (niña)
- Javier Cifrián como Burgos
- Marcos González como Rojas
- Roberto Pérez «Chapu» como Pujante
- Ester Expósito como Lucía Castán Grau (Episodio 2 - Episodio 8)
- Laura Moray como Ximena Souto (Episodio 2 - Episodio 8)
- Ángel Hidalgo como Coronel Figueroa (Episodio 5; Episodio 8)

### Segunda temporada (2021)

#### Reparto principal
- Megan Montaner como Sara Campos
- Alain Hernández como Víctor Gamero
- Félix Gómez como Sargento Ernesto Selva
- Sara Rivero como Catalina «Cati» Trias (Episodio 1 - Episodio 6)
- Llum Barrera como Madó Teresa
- Óscar Molina como Llorenç Company (Episodio 1 - Episodio 3; Episodio 5 - Episodio 8)
- Victoria Pages como Inés Mestre (Episodio 1 - Episodio 3; Episodio 5 - Episodio 8)
- Nadia Al Saidi como Samiah Chrérif (Episodio 1 - Episodio 3; Episodio 5 - Episodio 8)
- Ernest Villegas como Gerard Torres † (Episodio 1)
- Elia Galera como Joanna Bosch (Episodio 1 - Episodio 4; Episodio 6 - Episodio 8)
- María Mercado como Julia Reig
- Andrew Tarbet como Lance Reader (Episodio 1 - Episodio 4; Episodio 6 - Episodio 8)
- Íngrid Rubio como Mónica Vinent
- Zoe Stein como Bela Lebedev

Con la colaboración especial de
- Beatriz Carvajal como Caridad (Episodio 3 - Episodio 5; Episodio 7  y Episodio 8)
- Tristán Ulloa como Ángel Campos Fábregas (Episodio 3; Episodio 7 y Episodio 8)

#### Reparto secundario
- Miquel Gelabert como Vicente Trías (Episodio 1)
- Samuel Santamaría como Juan
- Francesc Albiol como Bernat Cervera † (Episodio 1; Episodio 8)
- Jaime Pujol como Jaume Febrer † (Episodio 1 - Episodio 3; Episodio 5 - Episodio 8)
- Jorge Motos como Daniel «Dani» Coll † (Episodio 1 - Episodio 6)
- Álvaro Rico como Miquel Torres Bosch (Episodio 1 - Episodio 4; Episodio 6; Episodio 8)
- Blanca Apilánez como Marta Salort † (Episodio 2 - Episodio 3; Episodio 5 - Episodio 8)
- Carles Molinet como Biel Carretero † (Episodio 1; Episodio 4)
- Xavi Frau como Agente Vila (Episodio 1 - Episodio 3; Episodio 5)
- Yaël Belicha como Amelia Reig (Episodio 2; Episodio 4)
- Luna Fulgencio como Sara Campos (niña) (Episodio 2 - Episodio 8)
- Belén Fabra como David Marcos / Malena Marcos † (Episodio 3 - Episodio 7)
- Jorge Suquet como Oriol Noguera (Episodio 3 - Episodio 6; Episodio 8)
- Mateu Bosch como Marc Silvela † (Episodio 3 - Episodio 5)
- Ann Perelló como Esther Carretero (Episodio 4; Episodio 7)
- Carlos Llecha como Bartolo «Tolo» Company Mestre (Episodio 5; Episodio 7 - Episodio 8)
- Carmen Molinar como Rebecca (Episodio 6)

### Tercera temporada (2023)

#### Reparto principal
- Megan Montaner como Sara Campos
- Alain Hernández como Sargento Víctor Gamero † (Episodio 1 - Episodio 7)
- Félix Gómez como Teniente Ernesto Selva
- Pepe Viyuela como Manuel Navas
- Pepa Aniorte como Carmen Castillo (Episodio 1 - Episodio 7)
- Kevin Medina como Mario Navas Castillo
- Cristina Kovani como Leo Navas Castillo (Episodio 1 - Episodio 7)
- Claudia Galán como Alicia Garrido Luque
- Juanlu González como Diego Sotelo
- Ángela Chica como Isabel "Isa" (Episodio 1 - Episodio 7)
- Almagro San Miguel como Aurelio "Aure" Santana Mencía † (Episodio 1 - Episodio 6)
- Helena Kaittani como Rocío Nerva

Con la colaboración especial de
- Beatriz Carvajal como Caridad (Episodio 2 - Episodio 6; Episodio 8)
- Francis Lorenzo como Santiago Baín † (Episodio 1 - Episodio 2; Episodio 4; Episodio 7 - Episodio 8)

#### Reparto secundario
- Sebastián Haro como Alfonso
- Almar G. Sato como Sonia
- Esperanza Guardado como Maribel
- Juanfra Juárez como José Miguel Fernández "Gato"
- Carlos Suarez como Cristino Nerva "Tino" † (Episodio 1 - Episodio 5)
- Mercedes León como Mercedes (Episodio 1; Episodio 3; Episodio 8)
- Mauricio Morales como Moisés Jiménez † (Episodio 2 - Episodio 6; Episodio 8)
- Claudio Portalo como Nico (Episodio 2; Episodio 4 - Episodio 6)
- Laura Baena como Dolores (Episodio 3 - Episodio 4; Episodio 6)
- Celia Ferrer como Rita Gómez Calatayud † (Episodio 3 - Episodio 5)
- Asun Ayllón como Azucena Márquez (jornalera) (Episodio 3 - Episodio 4; Episodio 7)
- Rubén Carballés como Chano Herreros (jornalero) (Episodio 3 - Episodio 4; Episodio 7)
- Ángel Hidalgo como Coronel Figueroa (Episodio 7 - Episodio 8)

### Cuarta temporada (2025)

#### Reparto confirmado
- Megan Montaner como Sara Campos
- Félix Gómez como Teniente Ernesto Selva
- Silvia Alonso como Gloria Mencía
- Miguel Garcés como Ferrán Esteve
- Roger Casamajor
- Eloy Azorín
- Mariam Hernández
- Carla Campra
- Pablo Louazel
- Claudia Salanueva
- Daniel Lorenzo
- Unai Mayo
- María Romanillos

## Episodios
| Temporada | Temporada | Episodios | Episodios | Emisión original        | Emisión original        | Audiencia promedio | Cuota de pantalla promedio |
| Temporada | Temporada | Episodios | Episodios | Primera emisión         | Última emisión          | Audiencia promedio | Cuota de pantalla promedio |
| --------- | --------- | --------- | --------- | ----------------------- | ----------------------- | ------------------ | -------------------------- |
|           | 1         | 8         | 8         | 25 de marzo de 2019     | 20 de mayo de 2019      | 2 159 000          | 14,0%                      |
|           | 2         | 8         | 8         | 13 de enero de 2021     | 3 de marzo de 2021      | 1 199 000          | 6,8%                       |
|           | 3         | 8         | 8         | 16 de marzo de 2023     | 20 de abril de 2023     | 957 000            | 7,6%                       |
|           | 4         | 8         | 8         | 4 de septiembre de 2025 | 4 de septiembre de 2025 | —                  | —                          |

### Primera temporada:Monteperdido(2019)
| N.º en serie | N.º en temp. | Título                    | Dirigido por         | Escrito por                           | Fecha de emisión original | Audiencia         |
| ------------ | ------------ | ------------------------- | -------------------- | ------------------------------------- | ------------------------- | ----------------- |
| 1            | 1            | «El deshielo»             | Álvaro Ron           | Agustín Martínez                      | 25 de marzo de 2019       | 2 400 000 (15,2%) |
| 2            | 2            | «Trémols»                 | Álvaro Ron           | Agustín Martínez y Luis Moya          | 1 de abril de 2019        | 2 335 000 (14,9%) |
| 3            | 3            | «El baile de los hombres» | Salvador García Ruiz | Agustín Martínez y Antonio Mercero    | 8 de abril de 2019        | 2 306 000 (14,8%) |
| 4            | 4            | «Oscuros de Liestra»      | Salvador García Ruiz | Agustín Martínez                      | 15 de abril de 2019       | 2 052 000 (13,7%) |
| 5            | 5            | «Lago»                    | Álvaro Ron           | Agustín Martínez y Miguel Sáez Carral | 29 de abril de 2019       | 1 991 000 (12,8%) |
| 6            | 6            | «La guardia»              | Álvaro Ron           | Agustín Martínez y Jorge Díaz         | 6 de mayo de 2019         | 1 917 000 (12,8%) |
| 7            | 7            | «La batida»               | Salvador García Ruiz | Agustín Martínez                      | 13 de mayo de 2019        | 1 996 000 (12,8%) |
| 8            | 8            | «La cierva blanca»        | Salvador García Ruiz | Agustín Martínez                      | 20 de mayo de 2019        | 2 274 000 (15,0%) |

### Segunda temporada:Tramuntana(2021)
| N.º en serie | N.º en temp. | Título                   | Dirigido por      | Escrito por                           | Fecha de emisión original | Audiencia        | Audiencia en diferido |
| ------------ | ------------ | ------------------------ | ----------------- | ------------------------------------- | ------------------------- | ---------------- | --------------------- |
| 9            | 1            | «El Cant de la Sibil·la» | David Ulloa       | Agustín Martínez                      | 13 de enero de 2021       | 1 372 000 (8,0%) | 1 733 000 (10,1%)     |
| 10           | 2            | «La plaga»               | David Ulloa       | Miguel Sáez Carral                    | 20 de enero de 2021       | 1 254 000 (6,9%) | 1 699 000 (9,4%)      |
| 11           | 3            | «Dona d'aigo»            | Rafael Montesinos | Miguel Sáez Carral                    | 27 de enero de 2021       | 1 347 000 (7,6%) | 1 742 000 (9,8%)      |
| 12           | 4            | «Avenc»                  | Rafael Montesinos | Agustín Martínez                      | 3 de febrero de 2021      | 1 161 000 (6,5%) | 1 506 000 (8,4%)      |
| 13           | 5            | «Nocturno»               | David Ulloa       | Jorge Díaz                            | 10 de febrero de 2021     | 1 134 000 (6,4%) | 1 505 000 (8,5%)      |
| 14           | 6            | «S'Illa»                 | David Ulloa       | Antonio Mercero                       | 17 de febrero de 2021     | 1 088 000 (6,3%) | 1 444 000 (8,4%)      |
| 15           | 7            | «Can Falgueres»          | Rafael Montesinos | Agustín Martínez y Miguel Sáez Carral | 24 de febrero de 2021     | 1 100 000 (6,6%) | 1 439 000 (8,6%)      |
| 16           | 8            | «Ans del judici»         | Rafael Montesinos | Agustín Martínez                      | 3 de marzo de 2021        | 1 135 000 (6,4%) | 1 478 000 (8,3%)      |

### Tercera temporada:Guadiana(2023)
| N.º en serie | N.º en temp. | Título                    | Dirigido por      | Escrito por           | Fecha de emisión original | Audiencia        | Audiencia en diferido |
| ------------ | ------------ | ------------------------- | ----------------- | --------------------- | ------------------------- | ---------------- | --------------------- |
| 17           | 1            | «Poema para los muertos»  | Rafael Montesinos | Agustín Martínez      | 16 de marzo de 2023       | 910 000 (6,2%)   | 1 352 000 (9,2%)      |
| 18           | 2            | «Río»                     | Rafael Montesinos | Miguel Sáez Carral    | 23 de marzo de 2023       | 1 023 000 (7,3%) | 1 373 000 (9,8%)      |
| 19           | 3            | «Virgen de La Frontera»   | Mar Olid          | Luis Moya             | 30 de marzo de 2023       | 1 107 000 (7,8%) | 1 465 000 (10,3%)     |
| 20           | 4            | «Marvin»                  | Mar Olid          | Félix Jiménez Velando | 30 de marzo de 2023       | 1 015 000 (9,4%) | 1 412 000 (13,1%)     |
| 21           | 5            | «Al otro lado del río»    | Javier Pulido     | Luis Moya             | 6 de abril de 2023        | 835 000 (7,5%)   | 1 280 000 (11,5%)     |
| 22           | 6            | «Chanza»                  | Javier Pulido     | Miguel Sáez Carral    | 6 de abril de 2023        | 717 000 (7,5%)   | 1 119 000 (11,7%)     |
| 23           | 7            | «La estela»               | Mar Olid          | Luis Moya             | 13 de abril de 2023       | 973 000 (7,0%)   | 1 467 000 (10,6%)     |
| 24           | 8            | «La ruta del contrabando» | Javier Pulido     | Félix Jiménez Velando | 20 de abril de 2023       | 1 074 000 (8,0%) | 1 472 000 (11,0%)     |

### Cuarta temporada:Irati(2025)
| N.º en serie | N.º en temp. | Título         | Dirigido por | Escrito por | Fecha de emisión original |
| ------------ | ------------ | -------------- | ------------ | ----------- | ------------------------- |
| 25           | 1            | «Terra Ignota» | —            | Luis Moya   | 2025                      |

### Evolución de audiencias
| Temporada | Temporada | Episodio número | Episodio número | Episodio número | Episodio número | Episodio número | Episodio número | Episodio número | Episodio número |
| Temporada | Temporada | 1               | 2               | 3               | 4               | 5               | 6               | 7               | 8               |
| --------- | --------- | --------------- | --------------- | --------------- | --------------- | --------------- | --------------- | --------------- | --------------- |
|           | 1         | 2.400           | 2.335           | 2.306           | 2.052           | 1.991           | 1.917           | 1.996           | 2.274           |
|           | 2         | 1.372           | 1.254           | 1.347           | 1.161           | 1.134           | 1.088           | 1.100           | 1.135           |
|           | 3         | 0.910           | 1.023           | 1.107           | 1.015           | 0.835           | 0.717           | 0.973           | 1.074           |

## Adaptaciones
- Rivière-Perdue: miniserie francesa de seis capítulos que adapta Monteperdido. La serie es una coproducción de Terence Films, Gétévé Productions y TF1 estrenada el jueves 11 de enero de 2024 con Barbara Cabrita, Nicolas Gob y Jean-Michel Tinivelli en los papeles equivalentes a Megan Montaner, Alain Hernández y Francis Lorenzo.[39]